# Ário Lobo de Azevedo
Ário Lobo de Azevedo (Maputo, Moçambique,  1 de Dezembro de 1921 - Lisboa, 6 de Agosto de 2011) foi um engenheiro agrónomo e académico português.

## Biografia

### Nascimento e formação
Ário Lobo de Azevedo nasceu em 1921 na cidade de Lourenço Marques, posteriormente renomeada para Maputo, em Moçambique. Como referiu numa entrevista em 2010, o pai era um agricultor e comerciante, e esperava que ele se tornasse num empregado de escritório, mas inicialmente Lobo de Azevedo enveredou pela mecânica, tendo trabalhado numa oficina ainda durante a juventude.
Fez os estudos liceais na cidade natal, e frequentou o Instituto Superior de Agronomia, onde concluiu a licenciatura em engenharia agrónoma em 1946, e de engenharia silvícola em 1953.
Também estudou nos Estados Unidos da América, durante o período do Macarthismo, tendo sido ameaçado de expulsão daquele país devido a um comentário que fez sobre um senador. Regressou depois a Moçambique, onde apoiou a fundação e foi primeiro vice-presidente da Casa dos Estudantes do Império.

### Carreira profissional
Trabalhou como assistente de Física Agrícola no Instituto Superior de Agronomia, tendo travado amizade com Amílcar Cabral, que nessa altura era estudante. Também exerceu como professor naquela instituição desde 1955, onde se jubilou como professor catedrático em 1992.
Como investigador pedologista, participou na Missão de Hidráulica Agrícola ao Sul de Angola, na Missão de Pedologia de Angola, pela qual também foi responsável entre 1960 e 1962, e na Missão de Pedologia de Angola e Moçambique. Foi director do Centro de Estudos de Pedologia Tropical da Junta de Investigações do Ultramar.
Durante a sua carreira como agrónomo, trabalhou com Adriano Moreira.
Entre 1965 e 1970, dirigiu o Centro de Estudos de Pedologia Tropical da Junta de Investigações do Ultramar. Foi um dos apoiantes da formação do Instituto Universitário de Évora, tendo sido convidado pelo Ministro da Educação Nacional, Veiga Simão, para ser o primeiro reitor da Universidade de Évora, em 4 de Janeiro de 1974. Ocupou aquela posição até 1987.

### Falecimento
Faleceu em 3 de Agosto de 2015, aos 93 anos de idade, na cidade de Lisboa. O corpo ficou em câmara ardente na Basílica da Estrela, tendo o funeral sido no dia seguinte, no Cemitério dos Olivais.

## Homenagens
Em Dezembro de 2017, a Universidade de Évora, o Instituto Nacional de Investigação Agrária e Veterinária e a Sociedade de Ciências Agrárias de Portugal organizaram a Conferência de Homenagem a Ário Lobo Azevedo, no Instituto Superior de Agronomia.